# Sofia Ionescu

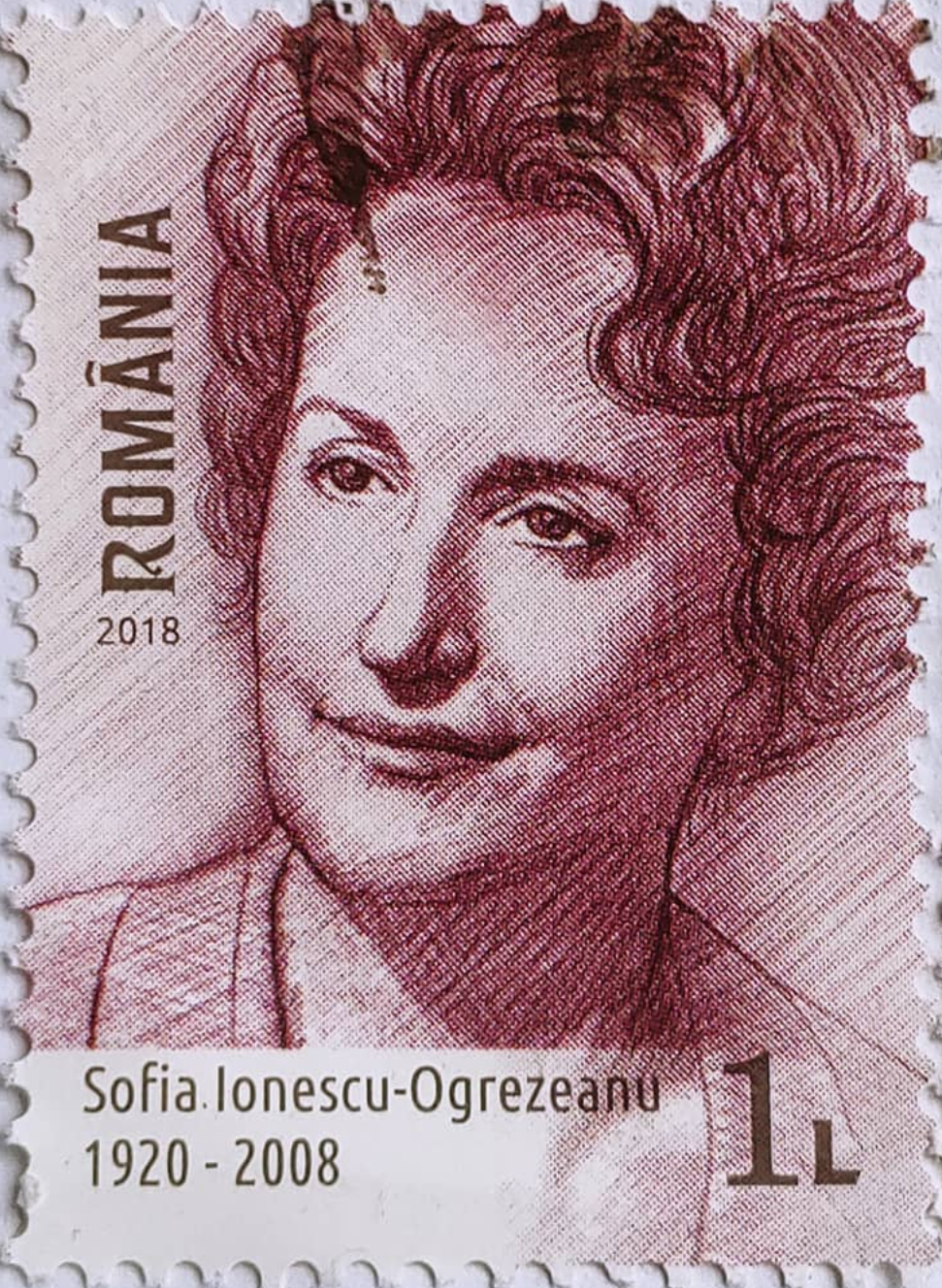
Sofia Ionescu auf einer Briefmarke der rumänischen Post aus dem Jahr 2018

Sofia Ionescu-Ogrezeanu (* 25. April 1920 in Fălticeni, Königreich Rumänien; † 21. März 2008 in Bukarest, Rumänien) war eine rumänische Neurochirurgin und gilt als eine der ersten Neurochirurginnen der Welt. Weitere erste Neurochirurginnen waren Serafima Brjussowa, Diana Beck und Alice Rosenstein.

## Frühe Jahre
Sofia (Gherghina) Ionescu wurde in Fălticeni, Suceava, im Nordosten Rumäniens als Tochter von Constantin Ogrezeanu, einem Bankkassierer der örtlichen Filiale der rumänischen Nationalbank, und Maria Ogrezeanu, einer Hausfrau, geboren. Sie besuchte die Grundschule in ihrer Heimatstadt, danach die ersten sechs Klassen des Fălticeni-Mädchengymnasiums und die letzten beiden Klassen an der zentralen Mädchenschule Marica Brâncoveanu in der rumänischen Hauptstadt Bukarest, die sie 1939 mit dem Abitur abschloss.
Ionescu begann, sich für Medizin zu interessieren, nachdem sie den Vater ihrer Klassenkameradin und einer ihrer besten Freundinnen, Aurelia Dumitru, kennengelernt hatte, der Arzt war. Der Tod einer anderen Klassenkameradin, die in Paris an einer Infektion nach einer Gehirnoperation starb, veranlasste sie dazu, sich an der medizinischen Fakultät von Bukarest einzuschreiben. In ihrem Wunsch, Ärztin zu werden, wurde sie von ihrer Mutter unterstützt, während sich ihr Vater wünschte, dass seine Tochter gemäß der Tradition Hausfrau und Mutter werde.

## Ausbildung
Im Herbst 1939 wurde Ionescu immatrikuliert. Während ihres ersten Praktikumsjahres studierte sie Augenheilkunde, danach folgten weitere praktische Phasen. Bis 1943 studierte sie in Suceava, der größten Stadt im Norden Rumäniens, wo sie auch ein zweites Praktikum als Allgemeinmedizinerin in einem ländlichen Dorf in der Nähe ihres Heimatortes Fălticeni durchführte. Das Dorf verfügte zwar über eine Klinik, diese war jedoch schlecht ausgestattet und konnte dem Dorf nicht helfen, als eine Typhusepidemie ausbrach. Inzwischen war der Zweite Weltkrieg im Gange und während der Semesterferien kümmerte sie sich freiwillig um sowjetische Kriegsgefangene im Stamate-Krankenhaus in Fălticeni. Sie trat in die chirurgische Abteilung des Krankenhauses ein und führte ihre ersten chirurgischen Eingriffe durch, hauptsächlich Amputationen.
Im Oktober 1943 wurde sie Praktikantin im Krankenhaus Nr. 9 in Bukarest. Während der Bombardierung Bukarests 1944 war sie aufgrund des Mangels an medizinischem Personal gezwungen, eine Notoperation am Hirn eines verletzten Jungen durchzuführen. Die Operation verlief erfolgreich und Ionescu rettete ihm das Leben. Sie wurde von Ionescu später als Wendepunkt in ihrer Karriere bezeichnet: Vorher hatte sie geplant in ihrer Heimatstadt Internistin zu werden, nun sah sie ihre Zukunft in der Neurochirurgie. Im Jahr 1945 promovierte sie in Medizin und Chirurgie und schloss somit ihr Studium an der Fakultät für Humanmedizin in Bukarest ab, nachdem sie bei mehreren namhaften Persönlichkeiten der europäischen Medizin studiert hatte. Zu ihren Lehrern zählten Francisc Rainer (1874–1994), der Nobelpreisträger George Emil Palade (1912–2008), Harvey Cushing (1869–1939) sowie die Professoren Alfred Rusescu (1895–1981) und Nicolae Ionescu-Sisești (1888–1954).

## Karriere
Sofia Ionescu war insgesamt 47 Jahre lang Neurochirurgin am Krankenhaus Nr. 9 und bildete zusammen mit Ionel Ionescu, den sie 1945 heiratete, und Constantin Arseni ein Team unter der Leitung von Dumitru Bagdasar. Gemeinsam bildeten sie das erste Team an Neurochirurgen in Rumänien, das den Beinamen „Goldenes Team“ erhielt und zur Entwicklung der Neurochirurgie in Rumänien beitrug. In der Folgezeit wurde die Neurochirurgie in Rumänien zu einem der wichtigsten Bereiche der Neurologie.
1970 wurde die Lieblingsfrau des Emirs von Abu Dhabi, Zayid bin Sultan Al Nahyan, krank. Da ein Mann den Harem nicht betreten durfte, war eine Ärztin unerlässlich. Sofia Ionescu wurde zur Hilfe gerufen und blieb eine Woche lang an der Seite der Frau, die wieder gesund wurde. Als Belohnung gab ihr der Scheich 2.000 Dollar und ein teures Schmuckstück.
1996 wurde sie Mitglied der Rumänischen Gesellschaft für Medizingeschichte und am 29. März 1997 emeritiertes Mitglied der Akademie der Medizinischen Wissenschaften. Sofia Ionescu starb am 21. März 2008 in Bukarest. Sie hatte zwei Kinder mit ihrem Ehemann, Ionel Ionescu.

## Ehrungen

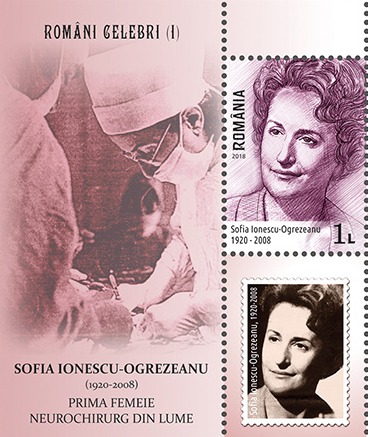
Briefmarkenblatt „Sofia Ionescu“

Für ihre herausragenden Verdienste seit ihrer Studienzeit wurde Sofia Ionescu mit dem Abzeichen des Roten Kreuzes (1943), mit dem Abzeichen Hervorragende Leistungen im medizinisch-sanitären Bereich (1957), mit der Medaille 20. Jahrestag der Befreiung des Vaterlandes (1964), mit der Medaille 25. Jahrestag der Ausrufung der Republik (1972) sowie dem Stern von Rumänien in der Ritterklasse (2008) ausgezeichnet.
Die rumänische Post widmete Ionescu 2018 eine Briefmarke im Rahmen einer Serie berühmter Rumänen.